# Віндібрі – Валлумбілла
Віндібрі — Валлумбілла — газопровід у австралійському штаті Квінсленд.
В 2000-х роках почалась активна розробка метану вугільних пластів басейну Сурат з подачею додаткового ресурсу до газового хабу у Валлумбілла, звідки він, зокрема, міг потрапляти до трубопроводів Валлумбілла – Гладстон – Рокгемптон та Валлумбілла — Мумба. Зокрема, проклали трубопровід від установки підготовки Віндібрі (також відома як Бервіндейл-Соуз), що почала роботу в 2006-му. Він виконаний в діаметрі 400 мм та включає дві ділянки — довжиною 27 кілометрів від Віндібрі до Бервіндейл та завдовжки 113 кілометрів між Бервіндейл та Валлумбілла. Крім того, трубопровід довжиною 25 кілометрів під'єднав до Вінідбрі установку підготовки Кенія, а від Вінідібрі проклали газопровід завдовжки 30 кілометрів та діаметром 400 мм до введеної в 2009-му ТЕС Кондамайн (за виключення останніх кількох кілометрів прямує в одному коридорі з ділянкою Віндібрі — Бервіндейл).
У 2014-му на східному узбережжі континенту почав роботу завод зі зрідження газу Квінсленд-Кертіс ЗПГ, який живиться за рахунок метану басейну Сурат-Боуен через трубопровід Рубі-Джо – Кертіс-Айленд. Як наслідок, ділянка Бервіндейл — Валлумбілла стала бідирекціональною та отримала так само бідирекціональне сполучення з установкою підготовки Бельв'ю, яка своєю чергою під'єднана до Рубі-Джо — Кертіс-Айленд.
При цьому хаб у Валлумбілла надає можливість отримувати ресурс з трубопроводу Валлумбілла — Мумба (перетворений на бідирекціональний по всій довжині у 2014-му) і сполучений з підземними сховищами газу Рома, Сілвер-Спрінгс та Ньюстед (крім того, до Валлумбілла можлива подача газу по трубопроводах Ферв'ю – Валлумбілла, Спрінг-Галлі – Валлумбілла, Талінга – Валлумбілла, Ріді-Крі – Валлумбілла, втім, всі їх вихідні установки підготовки наразі безпосередньо під'єднані до потужних трубопровідних систем, що ведуть на острів Кертіс-Айленд).